# Rita ou le Mari battu
Rita, ou le Mari battu est un Opéra-comique en un acte, composé par Gaetano Donizetti sur un livret français de Gustave Vaëz. 
Il se compose de huit airs musicaux alternés avec des récitatifs. Il est achevé en 1841 sous son titre d'origine, Deux hommes et une femme. Jamais interprété du vivant de Donizetti, Rita est créé à titre posthume à l'Opéra-Comique de Paris le 7 mai 1860. 

## Composition
En 1841, alors qu'il attend à Paris qu'un livret soit achevé pour une commande de La Scala, Donizetti fait la rencontre fortuite de Gustave Vaëz, co-auteur du livret de deux de ses opéras précédents, Lucie de Lammermoor (la version française de Lucia di Lammermoor ) et La Favorite. Il demande alors à Vaëz d'écrire un livret pour un opéra court afin de se tenir occupé en attendant que le projet de La Scala avance. Vaëz conçoit en peu de temps Deux hommes et une femme, une pièce comique en un acte composée de huit airs musicaux reliés par des dialogues parlés. D'après Vaëz, il ne faut à Donizetti que huit jours pour composer. Cependant, l'Opéra-Comique rejette sa proposition ; Donizetti doit alors faire traduire le livret en italien pour une représentation prévue au Teatro del Fondo de Naples. À la suite de la mort de Domenico Barbaja, impresario du Teatro del Fondo, la représentation de Naples est abandonnée. La partition, encore jamais jouée, est retrouvée parmi les effets de Donizetti à sa mort en 1848.

## Interprétations
Le 7 mai 1860, douze ans après la mort du compositeur, l'opéra est créé à l'Opéra-Comique sous le titre Rita, ou Le mari battu. 
Bien qu’il n’ait pas remporté un grand succès à l’époque et qu’il ne soit joué que sporadiquement au cours des 100 ans qui suivent sa création, il est redécouvert et reçu chaleureusement à Rome en 1955, puis à la Scala de Piccola à Milan en 1965. Au cours des 50 années suivantes, Rita (en français et en italien) devient l'un des opéras de Donizetti les plus joués. 
En 2009, Casa Ricordi publie une nouvelle édition critique de la partition, qui rétablit les dialogues d'origine en français et supprime les modifications apportées à l'œuvre depuis sa création posthume et ses réinterprétations ultérieures. Les musicologues italiens Paolo Rossini et Francesco Bellotto ont reconstitué la version française originale à partir d'un livret manuscrit récemment découvert, avec des annotations manuscrites de Donizetti. 
L'opéra est présenté sous forme de concert par le New Century Chamber Orchestra et les Adler Fellows Adler de l'Opéra de San Francisco du 12 au 16 février 2014 dans quatre localités de la région de San Francisco. 
En mars 2014, Opera Rara publie un enregistrement de Rita dans sa version française d'origine. Dirigé par le directeur artistique Mark Elder, c'est le premier enregistrement en studio de l'édition critique de la partition, récemment restaurée. Y figurent Katarina Karnéus dans le rôle de Rita, Barry Banks dans celui de Pepé et Christopher Maltman dans celui de Gasparo. 

## Rôles
| Rôle                              | Type de voix  | Création, 7 mai 1860 (chef d'orchestre : -) |
| --------------------------------- | ------------- | ------------------------------------------- |
| Rita : propriétaire de la taverne | mezzo-soprano | Caroline Lefebvre                           |
| Peppe : son mari                  | ténor         | Victor Warot                                |
| Gasparo : son ancien mari         | baryton       | Barielle                                    |
| Bortolo : un domestique           | rôle parlé    | Jean-Baptiste Faure                         |

## Synopsis
Dans une auberge appartenant à Rita, épouse tyrannique et abusive du timide Peppe, la vie du couple se trouve bouleversée par l'arrivée inattendue de Gasparo, le premier époux de Rita, que tout le monde pensait mort noyé. En réalité, Gasparo s'était enfui au Canada. Croyant que Rita était décédée dans un incendie, Gasparo est revenu pour obtenir son certificat de décès afin de pouvoir se remarier. Lorsque les deux époux se retrouvent, Gasparo tente de s'enfuir. Peppe voit dans cette situation une opportunité pour se libérer des gifles de Rita, puisque Gasparo est son mari légitime. Les deux hommes s'accordent à régler la situation par un jeu où le gagnant devra rester avec Rita. Les deux hommes tentent de perdre, et c'est finalement Gasparo qui l'emporte. Pour autant, Rita, qui avait souvent souffert dans sa vie maritale avec Gasparo, refuse de redevenir son épouse. Gasparo, prétendant avoir perdu le jeu, incite Peppe à déclarer son amour à Rita et à montrer sa ferme intention de demeurer son mari. La ruse de Gasparo atteint son objectif, et il peut prendre congé du couple réconcilié.

## Enregistrements
| Année | Distribution (Rita, Peppe, Gasparo)                   | Direction, Salle et orchestre                                            | Label                                |
| ----- | ----------------------------------------------------- | ------------------------------------------------------------------------ | ------------------------------------ |
| 1991  | Adelina Scarabelli, Pietro Ballo, Alessandro Corbelli | Federico Amendola Orchestra da Camera Siciliana                          | CD audio: Nuova Era Chat: 7045       |
| 2001  | Teresa di Bari, Walter Omaggio, Paolo Bordogna        | Carlo Palleschi Orchestra della Fondazione I.C.O. «Tito Schipa» di Lecce | CD audio: Kicco Classic Chat: KC 079 |
| 2014  | Katarina Karnéus, Barry Banks, Christopher Maltman    | Mark Elder The hallé                                                     | CD audio: Opera Rara Chat: ORC50     |